# Scotinotylus dubiosus
Scotinotylus dubiosus là một loài nhện trong họ Linyphiidae. Loài này được tìm thấy ở Hoa Kỳ.